# Partyzanci

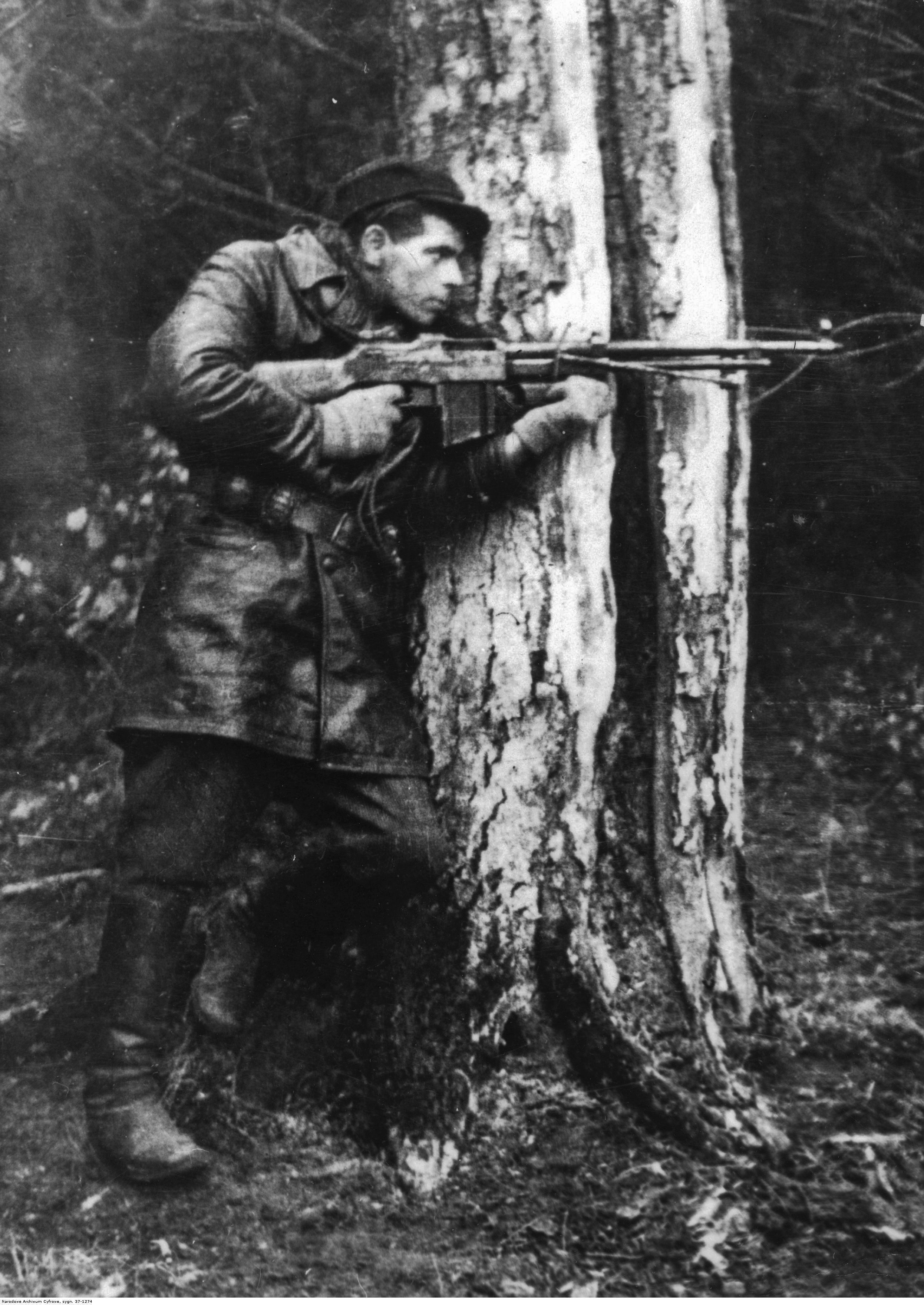
Polski partyzant Zdzisław de Ville ps. „Zdzich” z oddziału „Jędrusie”.

Partyzanci (z fr. partisans) – nieregularna formacja zbrojna działająca w ramach ruchu oporu, warunkowo zaliczana do sił zbrojnych danego państwa.

## Charakterystyka
Partyzanci prowadzą walkę zbrojną o charakterze nieregularnym (walkę partyzancką) oraz działania dywersyjne na terenach okupowanych przez wroga w trakcie konfliktu zbrojnego. Niekiedy swoje działania kierują przeciwko rządowi własnego państwa dążąc do jego obalenia, bądź wymuszenia określonych zmian w państwie.
Status partyzantów jako oficjalnej części sił zbrojnych uwarunkowany jest koniecznością posiadania dowództwa biorącego odpowiedzialność za ich działania, jawnego noszenia broni i dystynkcji oraz przestrzegania prawa wojennego.
Określanie konkretnych bojowników mianem partyzantów bądź terrorystów jest w wielu wypadkach wybitnie subiektywne. Zwłaszcza propaganda wojenna zazwyczaj odnosi się do wiernych danej stronie oddziałów jako „partyzanckich”, a do wrogich jako „terrorystycznych” (dawniej „bandyckich”).

## Konwencja Haska IV (1907)

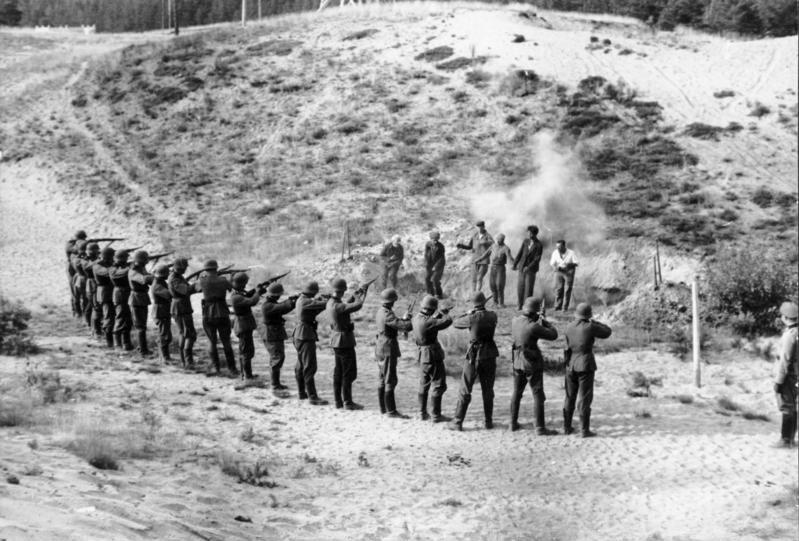
Rozstrzelanie radzieckich partyzantów przez niemiecki pluton egzekucyjny (1941). Przykład złamania zapisów konwencji Haskiej IV

Zgodnie z zapisami konwencji haskiej żołnierze oddziałów nieregularnych, przestrzegający zasad I rozdziału konwencji haskiej IV z 1907 r., są stroną wojującą w znaczeniu prawa międzynarodowego. 
Prawo to było jednak wielokrotnie łamane, w tym przez państwa-sygnatariuszy konwencji, zwłaszcza III Rzeszę i ZSRR w okresie II wojny światowej.

Rozdział I
Określenie wojującego
Artykuł 1
Ustawy, prawa i obowiązki wojenne stosują się nie tylko do armii, lecz również do pospolitego ruszenia i oddziałów ochotniczych, o ile odpowiadają one warunkom następującym:
1. jeżeli mają na czele osobę odpowiedzialną za swych podwładnych;
2. noszą stałą i dającą się rozpoznać z daleka odznakę wyróżniającą;
3. jawnie noszą broń;
4. przestrzegają w swych działaniach praw i zwyczajów wojennych.

W tych krajach, gdzie pospolite ruszenie lub oddziały ochotnicze stanowią armię lub wchodzą w jej skład, nazwa armii rozciąga się na nie.
Artykuł 2
Ludność terytorium niezajętego, która przy zbliżeniu się nieprzyjaciela dobrowolnie chwyta za broń, aby walczyć z wkraczającymi wojskami i nie miała czasu zorganizować się zgodnie z art. 1, będzie uważaną za stronę wojującą, jeżeli jawnie nosi broń i zachowuje prawa i zwyczaje wojenne.
Artykuł 3
Zbrojne siły stron wojujących mogą składać się z walczących i nie walczących, w razie zagarnięcia ich przez nieprzyjaciela zarówno tym, jak i tamtym przysługuje prawo być traktowanymi jak jeńcy wojenni.

## Status polskich partyzantów w czasie II wojny światowej

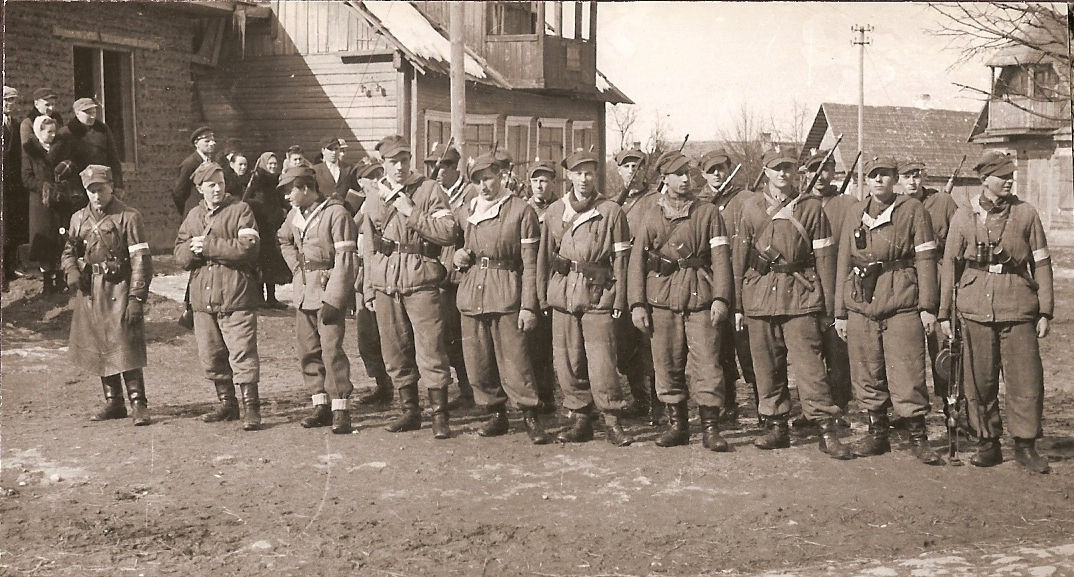
Partyzanci 3 Wileńskiej Brygady Armii Krajowej, 1944

Partyzanci polskiego ruchu oporu w czasie II wojny światowej, podejmujący walkę przeciwko III Rzeszy i ZSRR, wbrew prawu międzynarodowemu nie byli przez nie uznawani za stronę wojującą. Wiązało się to między innymi z nieprzestrzeganiem zasad konwencji haskich i genewskich wobec pochwyconych w niewolę żołnierzy tych oddziałów. Swoje działania  III Rzesza i ZSRR opierały na bezprawnym ogłoszeniu zaprzestania istnienia państwa polskiego w traktacie o granicach i przyjaźni z 28 września 1939 r. zawartym między tymi państwami.
Sytuację nieznacznie poprawiła otwarta deklaracja Wielkiej Brytanii z 30 sierpnia 1944 r. oficjalnie uznająca Armię Krajową za stronę wojującą, co ograniczyło otwarte łamanie przez Niemców zasad konwencji wobec żołnierzy tej organizacji. Brytyjska deklaracja umożliwiła też uzyskanie statusu jeńca wojennego przez kapitulujących powstańców warszawskich. Mimo to ZSRR do końca II wojny światowej nie uznawał Armii Krajowej jako strony wojującej, oraz nie ograniczał się w stosowaniu represji wobec jej żołnierzy.